# Migadopinae
Die Migadopinae sind eine Unterfamilie der Laufkäfer (Carabidae).

## Merkmale

### Käfer
Die mittelgroßen Käfer haben eine Länge von 6 bis 20 Millimetern. Ihr Körper ist unbehaart, jedoch sämtliche Arten, mit Ausnahme von Aquilex diabolicola haben oberhalb der Facettenaugen (supraorbital) Härchen. Die Deckflügel sind längsgefurcht, wobei zwischen der ersten und zweiten Primärfurche eine zusätzliche Furche verläuft. Flügel sind nicht ausgebildet. Der Thorax ist ähnlich strukturiert wie bei der Unterfamilie Loricerinae.

### Larven
Bisher sind die Larven von drei Arten der Gattung Loxomerus sowie einer bisher unbekannten Gattung beschrieben. Der innere Aufbau der Larven ist bisher unbekannt. Der Kopf hat einen mehr oder weniger verengten Hals. Die Mandibeln sind gerade und schlank. Die Maxilla besitzt einen Stipes, die Palpen und die Galea sind lang und schlank. Die Lacinia fehlt. Die Beine haben zwei Klauen, die vordere ist dabei länger als die hintere.

## Lebensweise und Verbreitung
Die Tiere leben am Boden und können bis auf eine Art nicht fliegen.

## Systematik und Verbreitung
Die relativ kleine Unterfamilie wird in zwei Tribus mit 15 Arten unterteilt. Das Hauptverbreitungsgebiet sind die subantarktischen Regionen, wie der Südliche Teil Südamerikas einschließlich der Anden, die Falklandinseln, der Süden Australiens und Tasmanien sowie der Süden Neuseelands und die Auckland Islands. Besiedelt werden kühle und gemäßigte Regenwälder und Moore.

## Belege